# Dorica Makuc
Dorica Makuc, časnikarka, publicistka, kulturna delavka, * 29. april 1928, Videm, † 30. november 2020, Renče.

## Življenje in delo
Dorica Makuc se je rodila v Vidmu, oče je bil organist in izdelovalec orgel Ivan Kacin, mati Marija Makuc (Dorica je nosila materin priimek, ker je bila nezakonski otrok). Sprva je s starši živela v Gorici, a so se zaradi fašizma preselili v Domžale, Dorica je dopolnila obvezne šole v Ljubljani in Domžalah, nato se je vpisala na italijanski (zaradi fašizma) znanstveni licej v Gorici, maturirala pa je leta 1946 na slovenskem učiteljišču v Gorici. Diplomirala je leta 1952 na Novinarsko-diplomatski visoki šoli v Beogradu. Po študiju se je najprej zaposlila kot časnikarka na Primorskem dnevniku v Trstu in Gorici, nato je službovala pri predstavništvu jugoslovanske zunanjetrgovinske zbornice v Milanu med leti 1957 - 1960, jeseni leta 1962 pa se je zaposlila  pri RTV Lubljana.
Dorica Makuc je kot publicistka sodelovala predvsem pri Primorskem dnevniku, mnogo je pisala tudi za Jadranski koledar, Primorska srečanja, Slovenski koledar, Slovenski izseljenski koledar : koledar za Slovence po svetu, Rodno grudo, Novi glas, in še marsikje. Za RTV je pripravila in uresničila ogromno dokumentarcev in oddaj, ki govorijo o navadnem, malem človeku, razkrila pa je tudi marsikatero zgodovinsko zgodbo Slovenskega naroda, ki bi drugače popolnoma izginile iz spomina, saj se zgodovinarji niso menili zanje. Tako je leta 1975 posnela dokumentarni film Žerjavi letijo na jug, v katerem je obudila tragično zgodbo Aleksandrink.
Objavila je tudi več knjig:
- In gnojili boste nemško zemljo (1990)[18]
- Aleksandrinke (1993)[19]
- Sardinci (2000)[20]
- Primorska dekleta v Nemčijo gredo (2005)[21]
- Sardinci : Battaglioni speciali in Sardegna (2006)[22]
- Le nostre ragazze vanno in Germania (2008)[23]
- Ameriška Slovenka iz Vipavske doline (2016)[24]

Leta 2000 je prejela nagrado vstajenje za knjjigo Sardinci in za življenjsko delo.
Leta 2017 je ob slovenskem kulturnem prazniku prejela priznanje, ki ga krovni organizaciji Svet slovenskih organizacij in Slovenska kulturno-gospodarska zveza podeljujeta pomembnim ustvarjalcem in poustvarjalcem ter kulturnim ali družbenim delavcem med Slovenci v Italiji.